# Zwój skrzydłowo-podniebienny

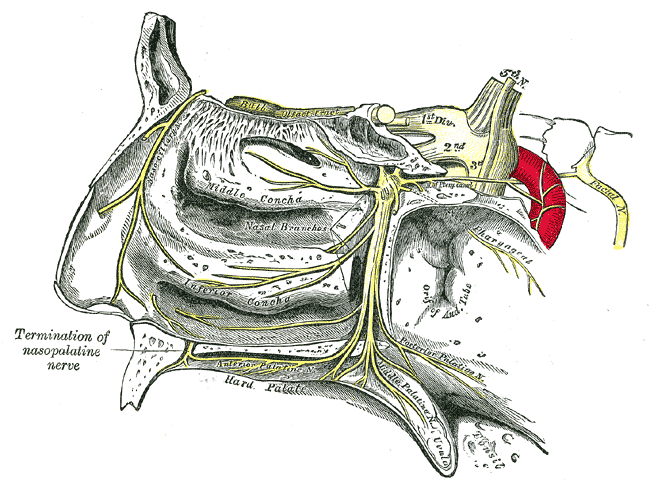
Zwój skrzydłowo-podniebienny prawy wraz z gałęziami, widoczny jako małe zgrubienie w tylno-górnej części jamy nosowej. Bardziej ku tyłowi i górze widoczny zwój trójdzielny

Zwój skrzydłowo-podniebienny, zwój Meckela (łac. ganglion pterygopalatinum, ganglion Meckeli) – w anatomii człowieka zwój przywspółczulny, związany z nerwem szczękowym. Położony jest w dole skrzydłowo-podniebiennym, zwykle pomiędzy otworem klinowo-podniebiennym a nerwem szczękowym. Do przodu od niego biegnie tętnica klinowo-podniebienna. Posiada on trzy korzenie (gałęzie) doprowadzające:
- Korzeń czuciowy (łac. radix sensitivus) utworzony jest przez nerwy skrzydłowo-podniebienne (od nerwu szczękowego). Przechodzą one przez zwój tranzytem – bez przełączenia.
- Korzeń przywspółczulny (łac. radix parasympathicus) jest utworzony przez włókna nerwu skalistego większego, docierające do zwoju za pośrednictwem nerwu kanału skrzydłowego. Następuje tam przełączenie, z którego odchodzą gałęzie odprowadzające zwoju.
- Korzeń współczulny (łac. radix sympathicus) utworzony jest przez włókna nerwu skalistego głębokiego ze splotu szyjno-tętniczego wewnętrznego. Podobnie jak w przypadku korzenia przywspółczulnego włókna docierają do zwoju za pośrednictwem nerwu kanału skrzydłowego.

Gałęzie odprowadzające zwoju skrzydłowo-podniebiennego:
- gałęzie nosowe tylne (łac. rami nasales posteriores) – zaopatrują błonę śluzową małżowiny nosowej górnej, środkowej oraz dolnej, zatoki klinowej, zatoki szczękowej, nozdrzy tylnych, przegrody nosa i części nosowej gardła. Gałęzie te wchodzą do jamy nosowej przez otwór klinowo-podniebienny. Jedna z gałęzi nosowych tylnych jest nieco dłuższa od pozostałych i nosi nazwę nerwu nosowo-podniebiennego. Biegnie on po przegrodzie nosa ku przodowi i dołowi, dochodząc do kanału przysiecznego. Zespala się tam z nerwem nosowo-podniebiennym drugiej strony tworząc nerw przysieczny. W kanale przysiecznym nerw przysieczny zespala się z nerwem podniebiennym większym zaopatrując przednią część błony śluzowej podniebienia do linii łączącej oba kły. Gałęzie nosowe tylne biorą udział w unerwieniu czuciowym błony śluzowej jam nosa i częściowo zatok przynosowych oraz autonomicznym gruczołów błony śluzowej tego obszaru wraz z naczyniami jamistymi położonymi w jamie nosa.
- nerwy podniebienne. Biegną one ku dołowi, następnie dzielą się na:
  - nerw podniebienny większy – parzysty nerw przechodzący przez otwór podniebienny większy, zaopatrujący czuciowo i autonomicznie błonę śluzową podniebienia twardego.
  - nerwy podniebienne mniejsze, które przechodzą przez otwór podniebienny mniejszy (parzysty) zaopatrując czuciowo i autonomicznie błonę śluzową podniebienia miękkiego, migdałki podniebienne
- gałąź gardłowa (łac. ramus pharyngeus) biegnie ku górze i do tyłu rozgałęziając się pod drodze. Dociera do sklepienia gardła. Unerwia część nosową gardła czuciowo oraz autonomicznie gruczoły błony śluzowej.
- gałęzie oczodołowe (łac. rami orbitales) przez szczelinę oczodołową dolną dostają się do oczodołu, po drodze unerwiają pochewkę nerwu wzrokowego, a dalej przechodząc przez otwory sitowe dostają się do błędnika sitowego unerwiając komórki sitowe i zatokę klinową.

## Zespolenia
Gałązki zwoju skrzydłowo-podniebiennego biorą także pośrednio udział w unerwieniu przywspółczulnym (wydzielniczym) gruczołu łzowego. Zespolenie to biegnie drogą nerwów skrzydłowo-podniebiennych łączących się z nerwem jarzmowym, który następnie łączy się z dolną gałęzią nerwu łzowego. To połączenie obu nerwów nosi nazwę gałęzi łączącej z nerwem jarzmowym (łac. ramus communicans cum nervo zygomatico).

## Klinika
Jedną z patologii dotykających zwój skrzydłowo-podniebienny jest neuralgia Sludera, zwana inaczej neuralgią klinowo-podniebienną (łac. neuralgia sphenopalatina) lub zespołem Sludera. Schorzenie to jest rzadkie i towarzyszy procesom toczącym się w sąsiedztwie zwoju lub drażniącym splot tętnicy szczękowej. Objawy:
- napadowy ból o charakterze kauzalgii obejmujący skrzydełko nosa, usta i okolicę oczodołu
- intensywne łzawienie, wodnisty katar, metaliczny smak na języku w zakresie przednich ⅔ zwykle poprzedzają atak bólowy.

Napady bólowe mogą powtarzać się 2–3 razy dziennie.

## Nazewnictwo
Nazwa eponimiczna upamiętnia niemieckiego anatoma Johanna Friedricha Meckela.